# Michal Dalecký
Michal Dalecký (* 10. května 1983 Holice) je český herec a komik. Divadelní, televizní a filmový.
Vystudoval činoherní herectví na Akademii múzických umění v Praze. Jednu sezónu působil v Jihočeském divadle v Českých Budějovicích a poté tři sezóny v brněnském Divadla Husa na provázku, kde v roce 2008 nahradil Jakuba Šmída. Mimo to spolupracoval s Tanečním divadlem Light, divadlem DNO, divadlem Kašpárek v rohlíku či Národním divadlem v Praze. Od 1. prosince 2013 nastoupil do angažmá v Národním divadle Brno. Účinkoval např. v představeních Jules a Jim a Kabaret Kafka (role: Franz).
Hudbě se věnoval v kapelách Eye for an Eye, SEN, Meteor z Prahy, Kašpárek v rohlíku a Pískomil se vrací. V současné době hraje na kytaru, zpívá a skládá písně v kapele Bombarďák.
Na televizních obrazovkách se objevil v pořadu HBO Na stojáka, v seriálech Expozitura, Ach, ty vraždy! či Kancl (2014), Dáma a král (2018-2019) nebo Princip slasti (2019). Na filmovém plátně se vyskytl ve válečném dramatu Protektor (2009). Hraje také asistenta Žížalu v politickém satirickém sitcomu Marka Najbrta Kancelář Blaník (2014–2016).